# Copiphana intermedia
Copiphana intermedia là một loài bướm đêm trong họ Noctuidae.